# Estéreo Picnic Festival
Estéreo Picnic är en årlig musikfestival i Bogotá i Colombia. Det började 2010 som en endagsfestival som främst visade upp colombianska artister, men har sedan dess blivit en flerdagarsfestival med större internationella band (tillsammans med artister från Colombia och andra latinamerikanska länder).
Estéreo Picnic är 2022 Colombias största alternativa musikfestival och en av de viktigaste musikfestivalerna i Sydamerika. Festivalens musikstil liknar den för Lollapalooza och europeiska festivaler som Glastonbury, med fokus på alternativ rock, indiemusik, punkrock, reggae, electronica och hiphop.
Bland de akter som har spelat på Estéreo Picnic sedan 2013 är de amerikanska artisterna The Killers, Red Hot Chili Peppers, Pixies, Nine Inch Nails, Kings of Leon, Jack White och Snoop Dogg, brittiska grupperna Gorillaz, New Order, Foals, Kasabian, Mumford & Sons och Florence and the Machine, och australiska banden Empire of the Sun och Tame Impala.

## Historia
Sergio Pabón, Santiago Vélez, Julián Martínez och Julio Correal kom på idén att hålla en festival för alternativ musik i Bogotá efter att ha diskuterat liknande festivaler som de hade besökt utomlands. Genom att rekrytera ytterligare tre bekanta, Juan David Shool, Philippe Siegenthaler och Gabriel García, grundade de ett företag, Sueño Estéreo (Stereo Dream), för att arrangera festivalen. Den första upplagan av Estéreo Picnic hölls den 24 april 2010 och innehöll mestadels colombianska akter, ledda av den amerikanske rapparen Matisyahu och den belgiska dansakten 2manydjs. Festivalen lockade dock färre än 3000 personer. Under 2011 och 2012 mer än fördubblade promotorerna antalet akter som dök upp, men uppslutningen var fortfarande låg, med 4 500 besökare 2011 och 6 000 besökare 2012. Arrangörerna gick back på festivalerna 2011 och 2012, och festivalen överlevde endast på grund av pengarna som tjänats in på andra konserter som arrangörerna anordnat.
Arrangörerna tog beslutet att boka ett större band för att öka biljettförsäljningen. De bokade The Killers, vars debutkonsert i Colombia 2009 hade lockat 10 000 personer, såväl som andra stora band inklusive New Order och Café Tacuba. Även biljettpriserna sänktes med 25%. Arrangörerna hoppades att de med denna nya strategi skulle sälja 18 000 biljetter jämfört med föregående års 6 000, och 2013 års festival besöktes av 23 324 personer. Antalet besökare har sedan dess ökat (50 133 besökare 2015 cirka 63 000 besökare 2016.
Foo Fighters trummis Taylor Hawkins avled den 25 mars 2022, timmar innan bandet skulle uppträda på festivalens första kväll.